# Spanagonicus albofasciatus
Spanagonicus albofasciatus är en insektsart som först beskrevs av Reuter 1907.  Spanagonicus albofasciatus ingår i släktet Spanagonicus och familjen ängsskinnbaggar. Inga underarter finns listade i Catalogue of Life.